# Canthon subhyalinus
Canthon subhyalinus är en skalbaggsart som beskrevs av Edgar von Harold 1867. Canthon subhyalinus ingår i släktet Canthon och familjen bladhorningar. Utöver nominatformen finns också underarten C. s. subhyalinoides.